# Pandémie de Covid-19 à Saint-Christophe-et-Niévès
La pandémie de Covid-19 à Saint-Christophe-et-Niévès démarre officiellement le 24 mars 2020. À la date du 25 octobre 2022, le bilan est de 46 morts.

## Contexte
Le 12 janvier 2020, l'Organisation mondiale de la santé (OMS) a confirmé qu'un nouveau coronavirus était à l'origine d'une maladie respiratoire chez un groupe de personnes de la ville de Wuhan, dans la province du Hubei, en Chine, qui a été signalée à l'OMS le 31 décembre 2019,. 
Le taux de létalité lié à la Covid-19 a été beaucoup plus faible que le SRAS de 2003,, mais la transmission a été significativement plus élevée, avec un nombre total de décès important. 

## Statistiques

Nombre de cas à Saint-Christophe-et-Niévès du Sud depuis le début de l'épidémie.

Nombre de morts à Saint-Christophe-et-Niévès depuis le début de l'épidémie.

## Chronologie

### Mars 2020
Le 24 mars 2020, un homme de 21 ans et une femme de 57 ans arrivés dans la fédération en provenance de New York ont été les deux premiers cas confirmés de COVID-19. Les deux sont des ressortissants de Saint-Christophe-et-Niévès. 
Le 28 mars 2020, Saint-Christophe-et-Niévès a enregistré cinq autres cas de Covid-19 portant le nombre total de cas confirmés à sept. « Ces cas concernaient trois femmes et deux hommes qui sont tous citoyens de Saint-Christophe-et-Niévès. Les femmes étaient âgées de 10 mois, 24 ans et 36 ans, tandis que les deux patients masculins avaient 29 ans et 39 ans », a déclaré le ministre d'État responsable de la Santé, l'honorable Wendy Phipps, dans un communiqué. Elle a déclaré que ces cinq cas étaient liés au voyage « ce qui signifie que les cas ont été importés dans la Fédération ». « Cette décision a été prise sur la base des antécédents de voyage des patients à Saint-Martin et à Antigua au cours de la période du 6 au 13 mars 2020 », a déclaré le ministre adjoint de la Santé. 
Le 29 mars 2020, Saint-Christophe-et-Niévès a enregistré un cas supplémentaire de Covid-19 portant le nombre total de cas confirmés à huit. Le ministre d'État responsable de la santé, l'honorable Wendy Phipps, a révélé que « la patiente est une femme de 51 ans, citoyenne de Saint-Christophe-et-Niévès et résidant à Nevis ». 
Le 31 mars 2020, un verrouillage complet est entré en vigueur. De 19 h le 31 mars à 6 h le 3 avril, le couvre-feu ouvert 24h / 24[pas clair]. Le verrouillage a ensuite été prorogé à 7 h le 9 avril. puis prolongé jusqu'au 18 avril avec deux jours de verrouillage partiel afin d'acheter des biens essentiels. Le verrouillage a de nouveau été prolongé jusqu'au 25 avril.

### Avril 2020
Le 1er avril 2020, Saint-Christophe-et-Niévès a enregistré un cas supplémentaire de Covid-19 et porté le nombre total de cas confirmés à neuf. « Le patient était citoyen de Saint-Christophe-et-Niévès et résidait à Nevis », a expliqué Sen Phipps à la nation à 3 h, min. mise à jour[pas clair]. (2e sur Nevis). 
Le 4 avril 2020, Saint-Christophe-et-Niévès a enregistré un cas supplémentaire de Covid-19. La ministre adjointe de la Santé, la sénatrice Wendy Phipps, a annoncé qu'elle portait à 10 le nombre total de cas confirmés. La patiente était une femme de 66 ans, citoyenne de Saint-Christophe-et-Niévès et résidant à Nevis. 
Le 6 avril 2020, le ministère fédéral de la Santé de Saint-Christophe-et-Niévès a confirmé à 12 h 29 un cas supplémentaire de Covid-19. Cela porte le nombre total de résultats positifs à 11. Le cas le plus récent est un citoyen masculin de 35 ans de la fédération de deux îles résidant à Nevis. Cette confirmation signifie qu'il y a maintenant quatre cas de coronavirus à Nevis et sept à Saint-Christophe. 
Le 10 avril 2020, la ministre d'État responsable de la Santé, la sénatrice Wendy Phipps, a déclaré : « Nous avons maintenant 12 points positifs confirmés. L'individu est un ressortissant indien âgé de 21 ans qui a eu un contact direct avec un cas annoncé précédemment. » « La personne était placée en quarantaine depuis le 29 mars, date à laquelle elle a été nommée pour la première fois contact d'un cas précédemment confirmé et a été échantillonné et testé ». 
Le 14 avril 2020, Saint-Christophe-et-Niévès a enregistré deux cas supplémentaires de Covid-19. Ce qui porte le nombre total de cas confirmés à 14 depuis le premier cas signalé le mercredi 25 mars. Les quatorze cas sont strictement isolés. De plus, quelque 111 personnes ont été mises en quarantaine à domicile. Alors que 234 personnes ont été testées, 187 ont eu des résultats négatifs et les résultats de 33 personnes sont toujours en attente à cette date. 10 cas sont localisés à Saint Christophe et 4 cas à Nevis. 
Le 27 avril 2020, les lundis, mardis et vendredis, les gens sont autorisés à quitter leur maison pour des affaires essentielles entre 6 h et 19 h. Le port de masques faciaux est obligatoire. 

### Mai 2020
Le 3 mai 2020, il a été signalé que 2 000 personnes auraient reçu des prestations du Fonds de secours d'urgence contre le Covid-19. Les personnes qui ne se sont pas qualifiées en avril en bénéficieront toujours.
Le 19 mai 2020, tous les cas actifs semblaient désormais guéris.

### Juin 2021
Le ministre de la Santé annonce le 17 juin 2021 le premier cas de décès lié à la maladie.

## Mesures
- Tous les aéroports et ports sont fermés aux passagers[25].
- Toutes les écoles sont fermées.
- Un couvre-feu a été institué. Depuis le 27 avril 2020, il existe un couvre-feu partiel avec des exceptions limitées pour les affaires essentielles[21].
- Le port de masques à l'extérieur est obligatoire.
- Toutes les entreprises non essentielles sont fermées.
- Restriction sur les activités sociales.
- Suspension des permis d'alcool.